# Dimieni (okręg Ilfov)
Dimieni – wieś w Rumunii, w okręgu Ilfov, w gminie Tunari. W 2011 roku liczyła 329 mieszkańców.